# ТЕС Чандпур (BPDB)
23°13′20″ пн. ш. 90°40′8″ сх. д. / 23.22222° пн. ш. 90.66889° сх. д.
ТЕС Чандпур (BPDB) – теплова електростанція за півсотні кілометрів на південний схіл від Дакки, яка належить державній компанії Bangladesh Power Development Board (BPDB).
У 2012 році на майданчику станції, розташованому на правому березі річки Дакатія (ліва притока спільної течії Гангу та Мегхни) став до ладу парогазовий блок комбінованого цикла номінальною потужністю 150 МВт. У ньому встановлена одна газова турбіна потужністю 120 МВт, яка через котел-утилізатор живить одну парову турбіну з показником 60 МВт.
Як паливо використовують природний газ, котрий надходить по газопроводу Бахрабад – Читтагонг.
Видача продукції відбувається по ЛЕП, розрахованій на роботу під напругою 132 кВ.
Можливо відзначити, що в цьому ж районі вже діє ТЕС Чандпур компанії Desh Energy та споруджується ТЕС Чангпур компанії Doreen Power.